# Тейт Модърн
Тейт Модърн (на английски: Tate Modern, от названието на арт-периода модерн), известна като Галерия Тейт, е галерия за модерно изкуство в Лондон, Англия.
Това е британската национална галерия за чуждестранно модерно изкуство и арт-форми, която е част от групата Тейт (заедно с Тейт Бритън, Тейт Ливърпул, Тейт Сейнт Ив и Тейт онлайн. През 2013 г. е 12-ият по посещаемост музей в света с около 4,9 млн. посетители.
Намира се в сградата на бившата Банксайд електростанция в регион Банксайд на Централен Лондон. Галерията притежава колекция от национално британско изкуство от 1500 година до наши дни, както и колекция от чуждестранно модерно и съвременно изкуство.
- Тейт Модерн и моста Милениъм. Построеният наново театър Шекспиров Глобус в бяло и вляво
- Турбинена зала